# Jasienica Rosielna (gromada)
Jasienica Rosielna – dawna gromada, czyli najmniejsza jednostka podziału terytorialnego Polskiej Rzeczypospolitej Ludowej w latach 1954–1972.
Gromady, z gromadzkimi radami narodowymi (GRN) jako organami władzy najniższego stopnia na wsi, funkcjonowały od reformy reorganizującej administrację wiejską przeprowadzonej jesienią 1954 do momentu ich zniesienia z dniem 1 stycznia 1973, tym samym wypierając organizację gminną w latach 1954–1972.
Gromadę Jasienica Rosielna z siedzibą GRN w Jasienicy Rosielnej utworzono – jako jedną z 8759 gromad na obszarze Polski – w powiecie brzozowskim w woj. rzeszowskim na mocy uchwały nr 18/54 WRN w Rzeszowie z dnia 5 października 1954. W skład jednostki weszły obszary dotychczasowych gromad Jasienica Rosielna i Wola Jasienicka ze zniesionej gminy Domaradz w tymże powiecie. Dla gromady ustalono 24 członków gromadzkiej rady narodowej.
30 czerwca 1960 do gromady Jasienica Rosielna włączono obszar zniesionej gromady Orzechówka w tymże powiecie.
Gromada przetrwała do końca 1972 roku, czyli do kolejnej reformy gminnej. 1 stycznia 1973 w powiecie brzozowskim utworzono gminę Jasienica Rosielna.